# Netzebene (Kabelfernsehen)
Die Netzebenen (kurz NE) sind verschiedene Abschnitte des Kabelfernsehnetzes.

## Entwicklung
Als das Kabelfernsehen in Deutschland eingeführt wurde, wurde die Aufteilung in verschiedene Netzebenen vorgenommen. Ausschlaggebend waren hierbei technische und ökonomische Kriterien. Die damaligen Kabelfernsehnetze (im technischen Sinne auch „Breitbandverteilnetze“ genannt) dienten der Übertragung von Hörfunk- und Fernsehprogrammen von zentralen Verteilstellen zu den Rundfunkteilnehmern. 
Der Ausbau einer bundesweiten technischen Infrastruktur für Breitbandverteilnetze für das Kabelfernsehen geht auf Entscheidungen aus den 1970er-Jahren zurück, insbesondere auf die Empfehlungen der Kommission für den Ausbau der technischen Kommunikationssysteme (KtK) aus dem Jahr 1976.
Kabelfernsehen erfordert eine baumförmige Netzstruktur, d. h. ein Netz, das sich von einem Punkt aus verzweigt. Die Breitbandverteilnetze wurden in Kupfer-Koaxialkabeltechnik errichtet, da diese Technik zu Beginn der Verkabelung die wirtschaftlich sinnvollste Bedarfsdeckung ermöglichte. Je nach Bauart reicht die Bandbreite dieses Kupfer-Koaxialkabels derzeit von 450 MHz bis zu 1 GHz. 
Bei der Konzeption des Kabelnetzes wurde eine technische Trennung des Netzes in vier Ebenen vorgenommen. Bei der Klassifizierung der Netzebenen wird von der Entstehung des Signals in Richtung Endempfänger gezählt. 
Vereinfacht gesagt funktioniert das Kabelnetz, indem von den Rundfunkveranstaltern/Fernsehstudios Programminhalte produziert werden und an die zentralen Empfangsstellen eines Kabelnetzes, die sogenannten Kabelkopfstellen, herangeführt werden. Zu Anfang der achtziger Jahre geschah dies überwiegend auf terrestrischem Wege (d. h. mittels Antennen). Heute ist diese Übermittlungsform selten geworden: Die meisten Sender haben auf Rundfunksatelliten sogenannte Transponderplätze gemietet und senden ihre Rundfunkprogramme direkt über einen Uplink auf den Satelliten und so zur Kopfstelle. Dies ist die Netzebene 1. 
Die Netzebene 2 besteht aus den Kabelkopfstellen, ursprünglich auch aus der überregionalen Verteilebene, die über Fernsehtürme abgedeckt wurde. Hier werden die Signale empfangen und aufbereitet, danach in die örtlichen Netze verteilt. Den Abschluss dieser Netzebene bilden eigentlich kleinere Verteilstationen, die ein Stadtviertel versorgen. 
Erst hier begann offiziell die Netzebene 3, die von dort aus die Verteilung der Rundfunksignale durch die Straßen und Vorgärten bis in die Häuser übernimmt. Heute hat sich der Begriff „Netzebene 3“ auf die gesamte regionale Signalübermittlung ausgedehnt, d. h. von der Kopfstelle bis zum Hausanschluss. Im Kabelgeschäft spielen die Netzebenen 1 und 2 als eigenständige Begriffe nur noch eine untergeordnete Rolle. Im Folgenden wird von der heutigen Begrifflichkeit ausgegangen.
Die Ebenen 1, 2 und 3 waren ursprünglich ausschließlich den Rundfunkanstalten und der Deutschen Bundespost zugeordnet und wurden mit öffentlichen Mitteln finanziert, während die Netzebene 4 (Hausverteilanlagen) von privaten Unternehmen installiert und betrieben wurde. Lokale Kabelfernsehanbieter oder Wohnungsbaugesellschaften können in eigener Regie Anlagen in der Netzebene 4 betreiben und dort auch eigene Programme oder zusätzliche Sender in das Kabelnetz einspeisen. In Deutschland ist man beim Kabelfernsehen in der Regel Kunde bei einem Anbieter der Netzebene 3.
Die Netzstruktur des Kabelfernsehnetzes lässt sich folgendermaßen darstellen:
- Netzebene 1 
 TV- und Hörfunk-Studios und der Weg bis zur Sendestation.
- Netzebene 2 – Zentrale Einrichtungen 
 Verteilwege über Rundfunksender, Satelliten, Richtfunk.
- Netzebene 3 – Das eigentliche Breitbandverteilnetz mit aktiven und passiven Komponenten
  1. Kabelkopfstellen bzw. Rundfunkempfangsstellen (Bündelung der Programme) zur Einspeisung in das
  2. Kabelfernsehnetz, also das Verteilnetz (z. B. in kommunalen Straßen und Wegen) zu den privaten Haushalten, Wohnanlagen oder Wohnungsgesellschaften bis zur Grundstücksgrenze bzw. dem Hausübergabepunkt.
- Netzebene 4 – Angeschlossene Hausübergabepunkte mit den dahinterliegenden privaten Hausverteilnetzen

Im Zuge der Errichtung der Kabelnetze in Deutschland wurde die Einrichtung verschiedener Netzebenen und deren Trennung bezüglich Eigentümerstruktur und technischer Zuständigkeit verfügt, was weltweit einen einmaligen Vorgang darstellt. Technisch gesehen ist die Trennung zwischen der vorgelagerten Netzebene 3 (in der Regel die Verteilung in einem örtlichen Netz) und der Netzebene 4 nicht notwendig, sondern wurde vom damals zuständigen Postminister Christian Schwarz-Schilling verfügt. Das Argument war, dass sich das Monopol der Deutschen Bundespost über die regionalen Netze – anders als beispielsweise bei den Telefonnetzen – nicht bis auf die direkte Beziehung mit den Nutzern erstrecken dürfe. Daher sollte der Ausbau der Kabelstrecken in den Gebäuden privaten Firmen überlassen werden, um so den Mittelstand zu stärken.
Was dabei nicht offen ausgesprochen wurde, war die mittlerweile rasant heraufziehende technische Entwicklung, die die Kabel-TV-Netze in absehbarer Zeit nicht mehr nur als Träger der Rundfunk- und Fernsehversorgung fungieren lassen, sondern sie auch als Medium für Kommunikationsdienste attraktiv machen würde. So war eingeweihten Kreisen durch die Erfahrungen aus USA und der Schweiz klar, dass über TV-Kabel auch die klassischen Telekommunikationsdienste Internet und Telefonie angeboten werden können und hier auf einen Schlag beim Verkauf des BK-Netzes ein unmittelbarer und flächendeckender Wettbewerber zur Deutschen Telekom entstanden wäre, was natürlich nicht im Interesse der Telekom war. Die politisch gewollte Beibehaltung der Zersplitterung der Netzebenen war ein möglicher und dann begangener Ausweg. 
Bei ihrem eigenen Telefonnetz hat dagegen die Telekom alle Netzebenen behalten und die aus dem Fernmeldemonopol herrührende Leitungshoheit bis zum Endkunden auch bei der Deregulierung des Telekommunikationsmarktes hinübergerettet, auch wenn sie diese mittlerweile unter massiven Regulierungsauflagen physikalisch und elektronisch öffnen musste.

## Netzebene 1
Vereinfacht gesagt funktioniert das Netz, indem von den Sendern/Fernsehstudios Programminhalte produziert werden und an die zentralen Empfangsstellen eines Kabelnetzes, die so genannten Kabelkopfstellen oder Playoutcenter, herangeführt werden. Zu Anfang der achtziger Jahre geschah dies überwiegend auf terrestrischem Wege (d. h. mittels Antennen). Heute ist diese Übermittlungsform selten geworden: Die meisten Sender haben auf Satelliten sogenannte Transponderplätze gemietet und senden ihre Programme direkt über einen Uplink auf den Satelliten und so zur Empfangsstelle. Dies ist die Netzebene 1.

## Netzebene 2
Die Netzebene 2 besteht aus den Kabelkopfstellen oder Playoutcentern, ursprünglich auch aus der überregionalen Verteilebene, die über Fernsehtürme abgedeckt wurde. Hier werden die Signale empfangen und aufbereitet, danach in die örtlichen Netze verteilt.

## Netzebene 3
Die Netzebene 3 (NE3) ist im heutigen Sprachgebrauch der Begriff für regionale Breitbandkabelnetze, insbesondere die aus Verzweigungskabeln und Hauptkabeln bestehenden Netze, die, abgehend von den Hauptverteilern über die Kabelverzweiger, innerhalb von Ortschaften die Signale bis zu den privaten Grundstücken weiterleiten und verteilen.

### Netzhierarchie
Die Netzebene 3 ist in verschiedene Teilebenen untergliedert: Der herkömmliche Aufbau sieht von der Kabelkopfstelle (im Fachjargon: Übergeordnete BK-Verstärkerstelle/üBK) ausgehend starke Adern aus Koaxialkabel vor, die bis in die Stadtviertel geführt werden und in so genannten Benutzerseitigen BK-Verstärkerstellen/bBK enden. Ab dort schließt sich eine Baumstruktur aus früher reinen Kupferkabeln in koaxialem Aufbau – mittlerweile auch Glasfaserkabeln an, zu den Verstärkerpunkten (VrP) im Ortsnetz, das wiederum unterteilt ist:
A-Linien und B-Linien sorgen für den Weitertransport innerhalb des Stadtviertels;
C-Linien versorgen Straßenzüge und verlaufen entlang der Straße (meist am Fahrbahnrand);
D-Linien sind die abgehenden Verbindungen, die einzelne Häuser versorgen.
Auf diesen langen Strecken ist es notwendig, das transportierte Signal immer wieder zu verstärken, insbesondere wenn sich eine Verzweigung in die nächste Verteilebene ergibt. Augenfälligstes Erscheinungsbild dieser Notwendigkeit sind die Straßenverteiler, auch Verstärkerpunkte genannt, die als graue Kästen an den Bürgersteigen stehen. Der Ausfall ganzer Straßenzüge oder Stadtviertel liegt häufig darin begründet, dass Verkehrsteilnehmer diese Kästen rammen und die Kabelverbindung so unterbrechen. Das Gleiche passiert durch Vandalismus an diesen Verstärkerpunkten. Da zum Betrieb der Kabelnetze an den sogenannten Einspeisepunkten eine Versorgung mit 230 V vom lokalen Energieversorger erforderlich ist, führt auch ein Ausfall dieser Stromversorgung zum Ausfall des Signales. Ebenso kommt es immer wieder vor, dass bei Straßenbauarbeiten durch Bagger Linien gekappt werden und tausende Bildschirme schwarz bleiben.
Der Netzabschluss ist der Übergabepunkt (ÜP), wo die Verbindung zum Hausnetz hergestellt wird. Der Übergabepunkt bildet das letzte Element der Netzebene 3 und ist daher Eigentum des jeweiligen Betreibers. Im Allgemeinen ist er ein kleines unscheinbares Kästchen, das im Keller des Hauses angebracht wird. Das anschließende Hausnetz wird als Netzebene 4 bezeichnet.

### Netzaufrüstung und Ringstruktur
In den neunziger Jahren wurde die Netzebene 3 zunächst projektweise, ab 2000 auch großflächig in ihrer Topologie umgebaut. Statt des hierarchisch organisierten Baumnetzes wurden zwischen den Einspeisestationen (Playoutcenter) Ringe aus Lichtwellenleiter gelegt. Dabei versorgen regionale Ringe ein großes Gebiet mit einem Einzugsbereich von Millionen Teilnehmern. Diese können von einem zentralen Netzwerkknoten die empfangenen Signale großflächig in beide Richtungen weiterleiten. Die über einen solchen Ring angeschlossenen Kabelkopfstellen werden damit zu untergeordneten Netzwerkknoten und benötigen keine eigenen Empfangseinrichtungen mehr. Von diesen Stationen aus zweigen weitere Glasfaserringe ab, die die alten Koaxialstrecken ersetzen und die Knoten der einzelnen Stadtviertel miteinander verbinden. Um den Datentransport in Richtung der Teilnehmer zu optimieren, werden dahinter Stichleitungen aus Glasfaser bis zu den Straßenverteilern gelegt, in denen die Glasfaserstrecke endet und der Übergang zum bereits vorhandenen Koaxialnetz hergestellt wird. Diese Übergänge werden Glasfaserknoten, optische Knoten oder Fiber Nodes genannt. Hinter einem Glasfaserknoten liegen in der Regel zwischen 1.500 und 6.000 zu versorgende Wohneinheiten. Damit sind die grauen Kästen auf den Bürgersteigen ein wichtiges Glied der Multimediaversorgung geworden.
Zwei wesentliche Vorteile ergeben sich durch diese Struktur:
- Die Störanfälligkeit wird auf ein Minimum reduziert. Sollte ein Glasfaserring beschädigt werden, kann das Signal einfach den umgekehrten Weg nehmen und wird nicht mehr unterbrochen. Dadurch vermindern sich die Signalausfälle drastisch. Das bezieht sich nur auf die zuführenden Verbindungen, nicht im Ortsnetz.
- Dadurch, dass Signale in zwei Richtungen transportiert werden, ist aus dem unidirektionalen Verteilnetz ein bidirektionales Multimedianetz geworden, über das neue Anwendungen laufen können: So wird es möglich, alle Dienste anzubieten, die Datentransport in zwei Richtungen erfordern, beispielsweise Telefondienste und Internetdienste.
- Die Leistungsfähigkeit der Glasfaser erlaubt ein wesentlich größeres Angebot an Programmen und Diensten. Die Anzahl der belegbaren Kanäle verdoppelt sich.

Als in den Jahren 2000 bis 2002 in Nordrhein-Westfalen ein Gebiet mit einer Million versorgbarer Teilnehmerhaushalte auf diese Struktur umgerüstet wurde, wurden auch Probleme deutlich:
- Die Umstellung führte zunächst zu technischen Problemen wie Bild- und Tonausfall, die erst nach Wochen vollständig abgestellt werden konnten.
- Die Investition in solche Maßnahmen war derart kapitalintensiv, dass 2002 von der Ausweitung dieser Maßnahmen abgesehen wurde. Der Netzbetreiber war zwischenzeitlich in eine Finanzierungskrise geraten. Wurde jedoch später durch Unitymedia fortgeführt.

### Geschäftsmodelle
Lange Zeit herrschte in der Netzebene 3 ein Monopol der Deutschen Bundespost, das die Deutsche Telekom übernahm. Wer Kabelfernsehen nutzen wollte, wandte sich an den Monopolbetreiber und nutzte den Anschluss gegen eine monatliche Gebühr. Alternativen ergaben sich nur über den klassischen terrestrischen Empfang per Zimmer- oder Hausantenne mit entsprechend limitiertem Angebot oder über Satellitenempfang, der in vielen Fällen bis heute nicht vom Vermieter gestattet wird. Die Kabelnutzungsgebühren waren und sind heute noch nach Mengenstaffeln aufgebaut, d. h., dass das Entgelt pro Teilnehmer sinkt, je mehr von ihnen am selben Übergabepunkt angeschlossen sind.
Gewerbliche Betreiber hatten in Einzelfällen die Möglichkeit, einen sogenannten „höherwertigen ÜP“ zu beantragen, der nicht erst hinter der D-Linie endet, sondern bereits in der Straße. Aufgrund dessen höherer Leistungsfähigkeit konnten hinter diesem ganze Neubaugebiete angeschlossen werden, so dass die privaten Kabelunternehmen große Teilstücke der Netzebene 3 in Eigenregie gebaut haben und ihrerseits Monopole in Stadtvierteln aufbauten.
In den Gebieten, in denen heute neue Anwendungen angeboten werden, ist der Markt in Bewegung geraten: Internetdienste über Kabel sind dem telefongebundenen Internet überlegen und physikalisch durch das Verteilmedium „Koaxialkabel“ bedingt viel leistungsfähiger als die 2-Draht-Telefonverkabelung. Dem gegenüber steht, dass in Deutschland (im Gegensatz zum Rest der Welt) schnelles Internet begrifflich mit DSL gleichgesetzt wird und nicht auch Internet über TV-Kabel in Erwägung gezogen wird. Neben der massiven Werbung für DSL war es auch die Wettbewerbsbehinderung durch die Telekom, die ganz bewusst politisch beim Verkauf der Kabelnetze die aus der Aufbauphase des Netzes herrührende Zersplitterung der Netzebenen beibehalten wollte, um einen unmittelbaren neu entstehenden Wettbewerber klein zu halten. Auch wenn dies mit „Verhinderung eines Fernsehmonopols“ begründet wurde, so war doch eingeweihten Kreisen durch die Erfahrungen aus USA und der Schweiz klar, dass über TV-Kabel auch die klassischen Telekom-Dienste Internet und Telefonie angeboten werden können und hier auf einen Schlag beim Verkauf des BK-Netzes ein unmittelbarer und flächendeckender Wettbewerber zur klassischen Telekom entstanden wäre, was natürlich nicht im Interesse der Telekom war.
Um die neuen Dienste nutzen zu können, benötigt der Teilnehmer allerdings nicht nur ein Kabelmodem, sondern auch die entsprechende technische Leistungsfähigkeit der Hausnetze, die oft im Eigentum anderer Betreiber stehen (siehe hierzu den Artikel Netzebene 4). Erst wenn sich Betreiber der Netzebenen 3 und 4 über die Durchleitung der Internetdienste einigen und die technischen Investitionen getätigt werden, kann der Nutzer Internet erhalten. Dieser Dienst wird vom Betreiber der Netzebene 3 angeboten, so dass ein doppeltes Kundenverhältnis entsteht. Gestattungen mit und ohne Ausgleichszahlungen zwischen den beteiligten Netzbetreibern sind hierbei möglich.

### Betreiber und neuere Entwicklung
Als die Telekom 1999 auf Druck der EU ihr Kabelgeschäft ausgliederte und später an Investoren verkaufte, gründete sie hierfür zunächst die Tochter Kabel Deutschland GmbH (KDG), die ihr Geschäft in mehrere Regionen aufteilte. Verkauft werden konnten zunächst die Regionen Baden-Württemberg später Kabel BW, Nordrhein-Westfalen (zunächst firmierend als Kabel-NRW, später ish), und Hessen zunächst firmierend als iesy. Die restlichen Regionen behielten den Namen Kabel Deutschland und wurden erst 2002 an ein privates Konsortium verkauft. 
Im Sommer 2005 haben Ish und Iesy fusioniert, daraus entstand Unitymedia. Am 1. Juli 2012 kam Kabel BW hinzu.
Zwischenzeitlich geplante Rückfusionen oder Übernahmen von großen Betreibern der Netzebene 4 wurden zunächst unterbunden, aufgrund von Übernahmen verschiedener kleinerer Anbieter durch Tele Columbus AG sowie Fusion von Vodafone und Unitymedia verbleiben heute jedoch lediglich 2 Betreiber von überregionalen Kabelnetzen.

## Netzebene 4

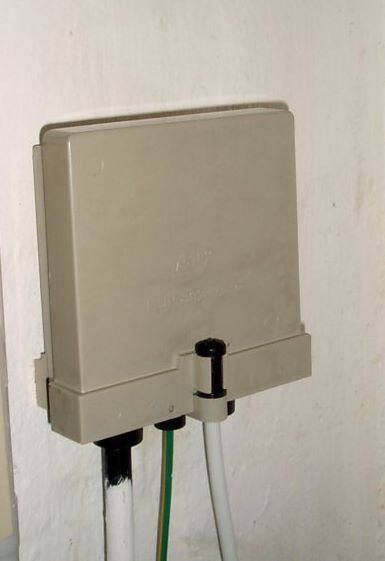
Hausübergabepunkt bis 862 MHz von Astro

Die Netzebene 4 (NE4, Hausnetz) bezeichnet den Teil des Breitbandkabelnetzes der zur Signalübermittlung innerhalb der Grundstücke und Gebäude errichtet wird. Aufgrund dieser Eigenschaft wird die Netzebene 4 auch als „letzte Meile“ zum Kunden, das heißt dem Nutzer des Kabelanschlusses, beschrieben.

### Netzhierarchie
Die Netzebene 4 beginnt am definierten Netzabschluss der Ebene 3, der Hausübergabepunkt (HÜP) beziehungsweise Übergabepunkt (ÜP) genannt wird. Dieser befindet sich in der Regel in Form eines an der Wand angebrachten Kabelverbinder-Gehäuses im Keller oder an der Außenfassade des zu versorgenden Gebäudes. Ihren Abschluss findet sie an den Antennensteckdosen in den versorgten Wohnungen. Die Betreiber unterscheiden die Netzebene 4 nochmals in verschiedene Teilstücke:
Netzebene 4a: Die Zuführung vom HÜP bis zum Hausverstärker im Verteilerkasten. Von dort aus zweigen die Versorgungsleitungen ab. Das Signal wird i. d. R. verstärkt.
Netzebene 4b: Der Abschnitt vom Verteilerkasten bis in die Wohnungen. Hier wird das Signal innerhalb des Grundstücks verteilt.

### Netzarchitektur
Da das Kabelnetz ursprünglich nur für den Rundfunkempfang vorgesehen war (unidirektionales Netz), war die Verkabelung entsprechend einfach aufgebaut. Die ersten Kabelnetze wurden einfach durch die Wohnungen gezogen und erhielten jeweils einen Antennenausgang, womit das Signal praktisch „durchgeschleift“ wurde. Im Wesen ähnlich ist die sogenannte Baumstruktur, die durch einen Aufweg installiert wurde und vor den Wohnungen lediglich Abzweige erhielt. Hauptproblem dieser Architekturen ist die Störanfälligkeit: Bei einer Signalstörung sind alle nachfolgenden Wohnungen in ihrem Empfang gestört und die Störungsursache lässt sich nur schwer lokalisieren. Oft wurden in den 1980er Jahren die bestehende terrestrische Antennenanlagen umfunktioniert und auf Kabel umgeschwenkt. So blieben die alten Koaxialkabel, Verteiler und Antennendosen erhalten. Lediglich die Zuleitung vom Hausübergabepunkt sowie der Verstärker wurde erneuert.
Mit der Zeit hat sich zunehmend das Sternnetz durchgesetzt. Dieses ist dadurch gekennzeichnet, dass bereits im Verteilerkasten pro Wohneinheit ein individuelles Kabel installiert ist und ohne Interferenzen mit anderen Versorgungsleitungen in die Wohnung geführt wird. Hierdurch werden Störungen weitestgehend vermieden. Zudem ist mit einer individuellen Verkabelung ein wirksames Mittel gegen Schwarznutzer geschaffen: Wer seine Kabelentgelte nicht zahlt, kann nun vom Dienst ausgeschlossen werden, was bei einer Baumstruktur nur um den Preis möglich ist, dass alle hinter ihm liegenden Einheiten ebenfalls kein Signal mehr erhalten.

### Leistungsfähigkeit
Da die Netzebene 4 am hinteren Ende der Netzhierarchie rangiert, war ihre technische Leistungsfähigkeit immer durch die vorgelagerten Netze bestimmt. Mit der Erweiterung der Bandbreite, die in der Anfangszeit nur auf drei Fernsehkanäle und die Radiofrequenzen beschränkt war, mussten die Hausnetze zuerst auf 300, dann auf 450 MHz nachgerüstet werden, um auch die neu geschaffenen Sendeplätze übertragen zu können. In modernen Netzen ist heute eine Übertragungskapazität von bis zu 862 MHz gesichert.
Bereits Ende der 1980er Jahre hielt mit D2-MAC und DSR die Digitalisierung Einzug in die Kabelnetze. Dies hatte sich jedoch nicht durchgesetzt. Seit 1996 werden in Deutschland in den Kabelnetzen digitale Programme in DVB-C übertragen. Ursprünglich strahlten nur wenige Sender, beispielsweise Premiere (heute Sky Deutschland), ein digitales Programm aus. Seit August 2017 wurde mit der Abschaltung der analogen TV-Programme begonnen. Anfang 2024 findet auch der analoge UKW-Rundfunk im Kabelfernsehnetz endgültig sein Ende.
Seit 2001 sind größere Gebiete zudem mit Rückkanälen ausgestattet, die erstmals eine bidirektionale Nutzung mit neuen Anwendungen erlauben (High-Speed-Internet). Diese sind nur nutzbar, wenn die Netzebene 4 an die erweiterten Möglichkeiten der Netzebene 3 angepasst wird: Der Rückkanal muss auch im Hausverteiler eingerichtet werden. Der Rückkanal belegt Frequenzen im Bereich der ehemaligen Fernsehkanäle 2 bis 4 (47 bis 68 MHz), die seit etwa 2005 nicht mehr für Fernsehen genutzt werden.

### Eigentum und Netzbetrieb – Geschäftsmodelle
Nach BGB ist das Kabelnetz eines Hauses grundsätzlich ein mit dem Gebäude fest verbundener Teil und steht daher im Eigentum des Hauseigentümers. Will dieser Kabelanschluss nutzen, kann er sich mit dem Hausnetz an den Übergabepunkt anschließen und zahlt an den Betreiber der Netzebene 3 (früher Deutsche Bundespost, dann Deutsche Telekom, heute private Betreiber) in der Regel eine einmalige Anschlussgebühr und monatliche Nutzungsentgelte. In den meisten Fällen betrifft dies Besitzer von Einfamilienhäusern, deren Hausinstallation oft nur aus einem Verbindungskabel zur Anschlussdose besteht. In Mehrfamilienhäusern steht die Kabelnutzung grundsätzlich jedem Bewohner zu; falls kein Hausnetz liegt, kann er sich individuell an den Hausübergabepunkt anschließen lassen.
Eigentümer von Mehrfamilienhäusern greifen dem oft vor, indem sie für ihr Haus eine Netzebene 4 vorinstallieren. Dadurch werden sie selbst zum direkten Abnehmer des Signals und zahlen je nach Anzahl der versorgten Wohneinheiten eine gestaffelte Nutzungsgebühr, die sie über die Nebenkosten an ihre Mieter weitergeben können.
In vielen Fällen befinden sich die Hausnetze jedoch im Besitz hierauf spezialisierter Dienstleister (sog. NE4-Betreiber). Diese schließen mit dem Hauseigentümer eine Versorgungsvereinbarung ab, die ihnen das Eigentum am Hausnetz überträgt und im Gegenzug zur Instandhaltung und der Abrechnung mit den Nutzern verpflichtet. Somit wird den Eigentümern die Verantwortung für die Rundfunkversorgung abgenommen.
Einen gegenteiligen Weg haben oft große Wohnungsgesellschaften eingeschlagen, die sich bewusst in diesem Feld betätigen wollen und daher die Netzebene 4 selbst oder über eigens gegründete Tochtergesellschaften betreiben.
Da die professionellen Betreiber von Hausnetzen ebenso wie Einzelkunden oder Hausbesitzer mit dem Betreiber der Netzebene 3 nach Preisstaffeln abrechnen, ist es ihnen oft möglich, günstige Konditionen in Form von Mengenrabatten zu erwirken, die den Preis pro Anschluss unter das Maß absenken, das eine kleine Gemeinschaft erwirken könnte. Die Netzbetreiber bemühen sich außerdem, die Anzahl der versorgten Wohneinheiten hinter einem HÜP möglichst groß zu halten (Optimierung), so dass die Mengenstaffeln besser greifen. Daher werden einzelne Hausnetze häufig innerhalb der Grundstücksgrenzen zusammengelegt (Clusterung) und an einen einzigen HÜP angeschlossen. Die so entstehenden Großanlagen sind mit hohen Investitionen verbunden, da die Signale oft mehrmals innerhalb der Hausanlage verstärkt werden müssen. Daher haben die Versorgungsvereinbarungen im Allgemeinen Laufzeiten von 10 Jahren und mehr. Da aber die Kosten für die Signalübernahme trotz der Mengenstaffeln erheblich sind und in den letzten Jahren auch deutlich erhöht wurden, weil die NE3-Betreiber gern die Direktkundenbeziehung haben möchten, installieren diese NE4-Betreiber immer häufiger eigene Kabelkopfstationen und werden so selbst zum NE3-Betreiber, indem sie eigene NE4-Netze auch über Grundstücksgrenzen hinweg verbinden.
Nachdem der Markt der NE4-Betreiber lange sehr zersplittert und von Elektrofachunternehmen dominiert war, hat sich in der Folge eine Konsolidierung ergeben, in der einige Unternehmen eine dominante Position erlangt haben. Zu nennen sind insbesondere Tele Columbus, ewt (mit Bosch fusioniert) und Primacom (an der inzwischen maßgeblich Orion Cable beteiligt ist), daneben in größeren Städten noch einige Betreiber, die regional auch eigene Netze errichtet haben. Auch die Telekom hatte versucht, über eine eigene Tochter diesen lukrativen Markt für sich zu sichern und daher die DeTeKabelService gegründet. Diese ist mittlerweile durch Fusion mit den Netzebene-3-Betreibern zum größten Teil in diesen aufgegangen.
Die Trennung zwischen den Netzebenen 3 und 4 hat so zu einer Marktkonstellation geführt, die Kunden- und Konkurrenzverhältnisse vermengt hat: Die Betreiber beider Ebenen ringen einerseits um die Geschäftsbeziehung zum Nutzer, andererseits beliefern sie einander mit Signalen. Einerseits kämpfen sie gemeinsam gegen konkurrierende Versorgungsarten (Satellitenempfang und Terrestrik), andererseits versuchen sie hartnäckig, sich gegenseitig Marktanteile streitig zu machen und die jeweils andere Netzebene zu übernehmen. Derzeit wird geschätzt, dass zwei Drittel des Kabelmarktes über NE4-Versorger gehalten werden und ein Drittel das Signal direkt von der Netzebene 3 bezieht.
Die Trennung der Netzebenen wirkt sich insbesondere bei neuen Diensten wie Internet und Telefonie über Kabel nachteilig aus: Die für ein preislich attraktives Internet- oder gar Telefonieangebot notwendigen Economies of Scale sind von kleineren NE4-Betreibern oft nicht erzielbar. Dort, wo die NE4-Betreiber auch die Netzebene 3 betreiben, gibt es eigene Angebote, beispielsweise von Tele Columbus, ewt oder Cablesurf (letzteres gerade auch bei kleineren Netzbetreibern z. T. als Franchise). Genau genommen ist der NE4-Betreiber dann keiner mehr, d. h. die Trennung der Netzebenen ist dort dann aufgehoben.

### Betreiber und neuere Entwicklung
Mit der Deregulierung des Kabelmarktes haben zwei Stoßrichtungen eingesetzt, die beide auf die Vereinigungen der Netzebenen 3 und 4 zielen: Die Netzbetreiber der Ebene 3 sind bemüht, die letzte Meile für sich zu erobern, um so den Kundenzugang zu erlangen (Beispiel: Übernahme von Tele Columbus Süd-West durch Kabel BW sowie die Übernahme von Kabel BW durch Unitymedia). Mitunter werden auch Kooperationen zwischen den Betreibern vereinbart, die die Durchleitung beispielsweise von Internetdiensten regeln. Auf der anderen Seite installieren die NE4-Betreiber zunehmend eigene Empfangsstationen (z. T. mit eigenen Internetdiensten und Telefonieprodukten) und bauen so ihr Netz bis in die Netzebene 3 aus. Hierdurch kommt es zur Abmeldung insbesondere der großen, wirtschaftlich zu betreibenden Hausnetze. Immer wieder ist daher versucht worden, Betreiber der beiden Netzebenen über Fusionen zu vereinigen – dies scheiterte allerdings meist am Widerstand des Bundeskartellamts. Experten vermuten, dass die komplizierte Interessenlage der Marktteilnehmer zu einer Blockade der notwendigen Innovationen führen kann und rufen daher immer wieder zur Einigung über Standard und Geschäftsmodelle auf. Die Frage dabei ist, ob sich der Streit um den Endkundenzugang zum Nachteil des Endkunden auswirkt. Dies ist im Fall der großen NE4-Betreiber zu verneinen, da diese selbst die lukrativen und für den Endkunden attraktiven Zusatzdienste anbieten. Hier wird bei Abschluss eines Vertrages für Kabelinternet und/oder Voice over Cable die NE4 durch einen Servicepartner kostenlos überarbeitet. Die kleineren NE4-Betreiber (Wohnungsgesellschaften, Hausverwaltungen etc.) hingegen scheuen jedoch oft die notwendigen Investitionen und haben zumeist gar nicht das notwendige Know-how, ein rückkanalfähiges Netz aufzubauen und dies mit Zusatzdiensten wie Internet auszustatten und zu betreiben. Eine Option ist hier, den Ausbau und Betrieb von darauf spezialisierten Dienstleistern durchführen zu lassen – ein Modell, das immer mehr kleine NE4-Betreiber favorisieren. Einige wenige NE4-Betreiber haben so schon lange vor dem Netzausbau bei Kabel Deutschland und Unitymedia den Netzausbau realisiert. Entstanden sind dort aus ehemaligen NE4-Anlagen regional beschränkt (vom Straßenzug bis zum Stadtteil) kleine, unabhängige Kabelnetze.
Seit 1. August 2019 hat Vodafone mit der Übernahme von Unitymedia und einem Aktienanteil von 76,57 % (dieser Anteil wurde zwischenzeitlich erhöht) an Kabel Deutschland eine Monopolstellung im deutschen Kabelfernsehnetz inne.

## Netzebene 5
Die Netzebene 5 beschreibt den Bereich von der Anschlussdose bis zum Kundengerät, z. B. TV, Radio, Receiver oder Kabelmodem. In der Praxis schafft die Eigenverkabelung hinter der Anschlussdose die meisten technischen Probleme für die NE4-Betreiber, da mangelnde Abschirmung und laienhafte Durchführung für Strahlungsemissionen sorgen, die als Ingress in die Kabel zurückgesendet werden und den Empfang anderer Teilnehmer stören. Im schlimmsten Fall kann sogar der Funkverkehr gestört werden.

## Telefonnetz
Genau wie im Kabelfernsehnetz gibt es auch im Telefonnetz Netzebenen. Entgegen dem Kabelfernsehnetz bestehen die Verzweigungskabel, die die Netzebene 3 bilden, im Telefonnetz jedoch nicht aus Koaxialkabeln, sondern überwiegend aus Kupferdoppeladern, vermehrt auch Glasfaserkabeln.